# آنا مادلی
آنا مادلی (به انگلیسی: Anna Madeley) (زاده ۸ مارس ۱۹۷۶) بازیگر انگلیسی است.
از فیلم‌های معروف او می‌توان به بازی در در بروژ اشاره کرد.